# William Carruthers
William Carruthers (29 de mayo de 1830-2 de junio de 1922) fue un botánico, dendrólogo, pteridólogo, briólogo, micólogo, algólogo, y paleontólogo escocés.
Carruthers fue curador del "Departamento Botánico del Museo de Historia Natural de Londres de 1871 a 1895.

## Algunas publicaciones
- william Carruthers. 2010a. On Two Undescribed Coniferous Fruits from the Secondary Rocks of Britain. Edición reimpresa de Kessinger Publ. LLC, 12 pp. ISBN 1166548368

- ------------------------------, william Francis, albert c.l.g. Günther. 2010b. The Annals and Magazine of Natural History, Including Zoology, Botany, and Geology. Edición reimpresa de BiblioBazaar, 512 pp. ISBN 1140312413

- ------------------------------. 1906. On the original portraits of Linnaeus. 11 pp.

- ------------------------------. 1880. Life of the wheat plant from seed to seed ... 18 pp.

- ------------------------------. 1877. Fossil plants and their testimony in reference to the doctrine of evolution: being two presidential addresses delivered to the Geologists' Association at the opening sessions 1875-6 and 1876-7, on November 5, 1875, and November 3, 1876. Editor	Geologists' Association. 35 pp.

- richard Daintree, robert Etheridge, william Carruthers. 1872. Notes on the geology of the Colony of Queensland. Volumen 28, pp. 271-360 de Quarterly journal. Editor Geological Society of London, 90 pp.

- john edward Gray, william Carruthers. 1864. Handbook of British water-weeds, or Algae. Editor	R. Hardwicke, 123 pp.

## Honores
Miembro de
- Royal Society, en 1871

### Epónimos
Género:
- (Apocynaceae) Carruthersia Seem.[1]

Especies
- (Acanthaceae) Barleria carruthersiana S.Moore[2]

- (Acanthaceae) Pseuderanthemum carruthersii (Seem.) Guillaumin[3]

- (Aspleniaceae) Asplenium carruthersii Baker[4]

- (Orchidaceae) Alaticaulia carruthersiana (F.Lehm. ex Kraenzl.) Luer[5]

- (Rutaceae) Leionema carruthersii (F.Muell.) Paul G.Wilson[6]

- (Rutaceae) Phebalium carruthersii (F.Muell.) Maiden & Betche[7]

- (Urticaceae) Laportea carruthersiana K.Schum.[8]

- (Urticaceae) Obetia carruthersiana Rendle[9]

- (Urticaceae) Urticastrum carruthersianum Hiern[10]

- La abreviatura «Carruth.» se emplea para indicar a William Carruthers como autoridad en la descripción y clasificación científica de los vegetales.[11]